# أرجوان صور

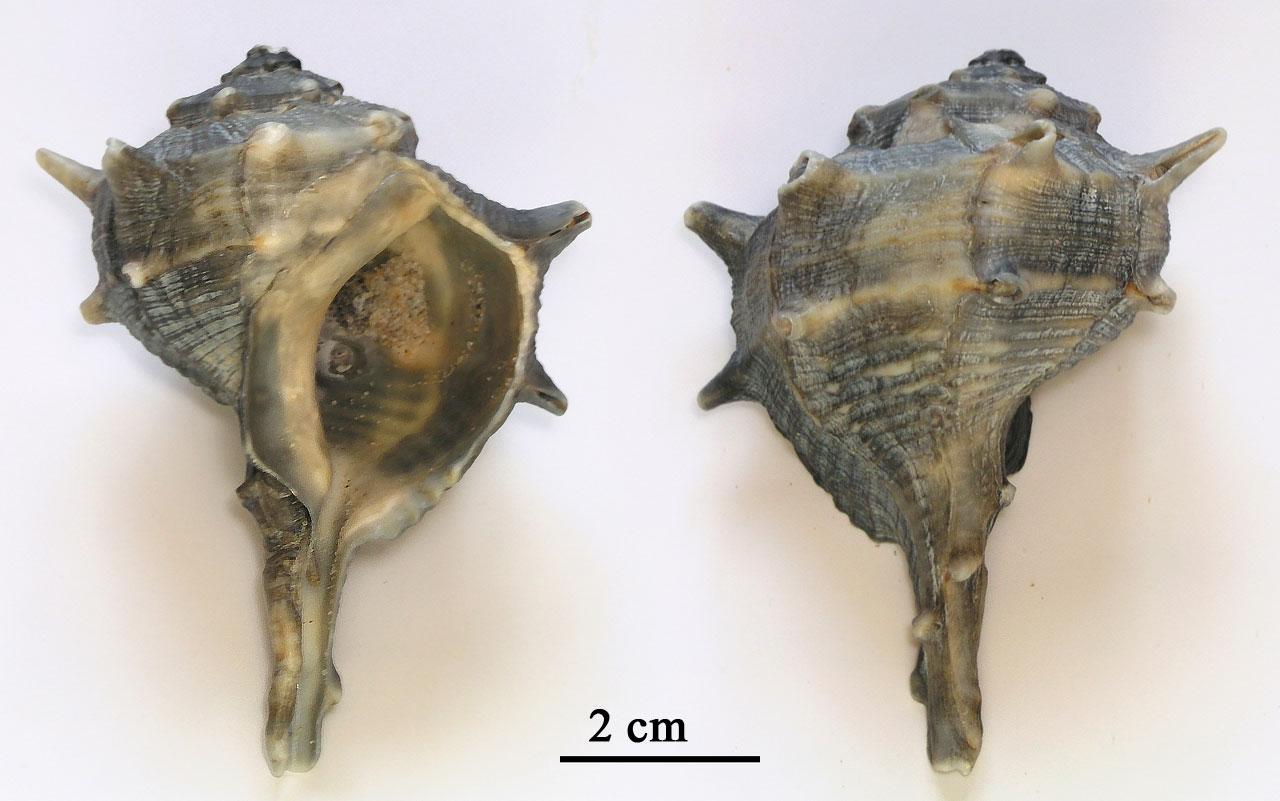
أصداف موركس

البنية الكيميائية لـ (6,6′-ثنائي برومو النيلة) المكون الأساسي لأرجوان صور

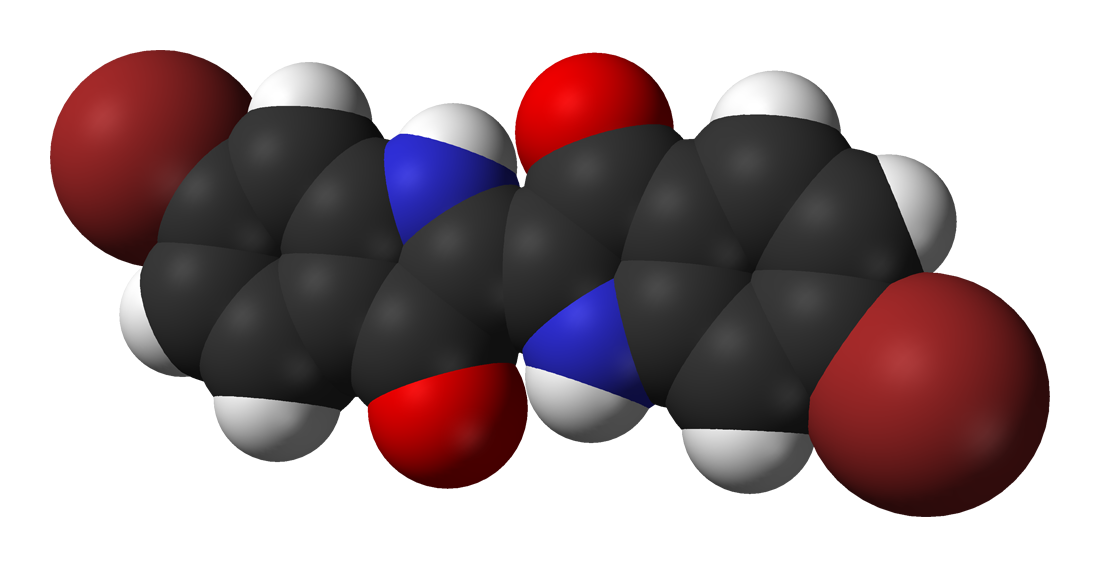
النموذج الفراغي لـ (6,6′-ثنائي برومو النيلة) بناءً على البنية البلورية

أرجوان صور (بالإنجليزية: Tyrian purple): ويعرف أيضا بالأرجوان الملكي، أو الأرجوان الإمبراطوري، أو الصباغ الإمبراطوري. وهو صباغ أحمر أرجواني. كان يصنعه الفينيقيون في مدينة صور اللبنانية. وكان غالياً جداً. وقد ذكره المؤرخ ثيوبومبوس (Theopompus) في القرن الرابع قبل الميلاد في المخطوطات بأنه (يعادل وزنه فضة) في آسيا الصغرى (تركيا حاليا).

## مقارنة تدرجات لون أرجوان صور
أظهرت الأبحاث الحديثة أن المعادلات المختلفة لأرجوان صور موجودة في الطيف المستمر في المجالات التالية من الألوان:
- أرجوان صور الساطع (Tyrian Pink) (Hex: #B80049) (RGB: 184, 0, 73)
- أرجوان صور المتوسط (Medium Imperial Purple) (Tyrian Red) (Hex: #990024) (RGB: 97, 64, 81)
- أرجوان صور الإمبراطوري (Imperial Purple) (Hex: #66023C) (RGB: 102, 2, 60)